# Adelajda Blanka
Adelajda Blanka Anžuvinska (Adélaïde d'Anjou) (o. 940. – 1026.) bila je plemkinja te grofica Foreza, Gévaudana, Burgundije, Toulousea i Provanse. Također je bila i kraljica Akvitanije.
Bila je kći grofa Fulka II. od Anjoua (? – 960.) i njegove supruge Gerberge te sestra Gotfrida I. Anžuvinskoga. Svojim je brakovima uspjela povećati bogatstvo. Njezin je otac bio znan kao Fulk »Dobri«.
Adelajda se prvo udala za grofa Stjepana od Gévaudana. Imala je oko 15 godina kada se vjenčala. Njezin je muž bio mnogo stariji od nje. 
Adelajda se također udala za Rajmonda III. od Toulousea, 975. Njihov je sin bio grof Vilim III. od Toulousea.
Njen je treći muž bio Luj V. Francuski, kralj Akvitanije; brak im je poništen. Adelajda je bila i žena Otona Vilima, no s njim također nije imala djece.

## Djeca

### Sa Stjepanom
- Vilim (oko 955. – 975.)
- Pons, grof Gévaudana i Foreza (? – 26. veljače 1011.)[5]
- Bertrand, grof Gévaudana
- Almodis

### S Vilimom I. od Provanse
- Konstanca od Arlesa, kraljica Francuske
- Ermengarda
- Tota Adelajda

## Prethodnice i nasljednice
- Adelajda je kao grofica Gévaudana bila nasljednica Ane, a prethodnica Teutberge.
- Adelajda je kao grofica Toulousea bila nasljednica Gundinildis, a prethodnica Arsende.
- Adelajda je kao kraljica Akvitanije bila nasljednica Eme Talijanske.
- Adelajda je kao grofica Burgundije bila nasljednica Ermentrude od Roucyja, a prethodnica Alise Normanske.